# Daniel Sesma

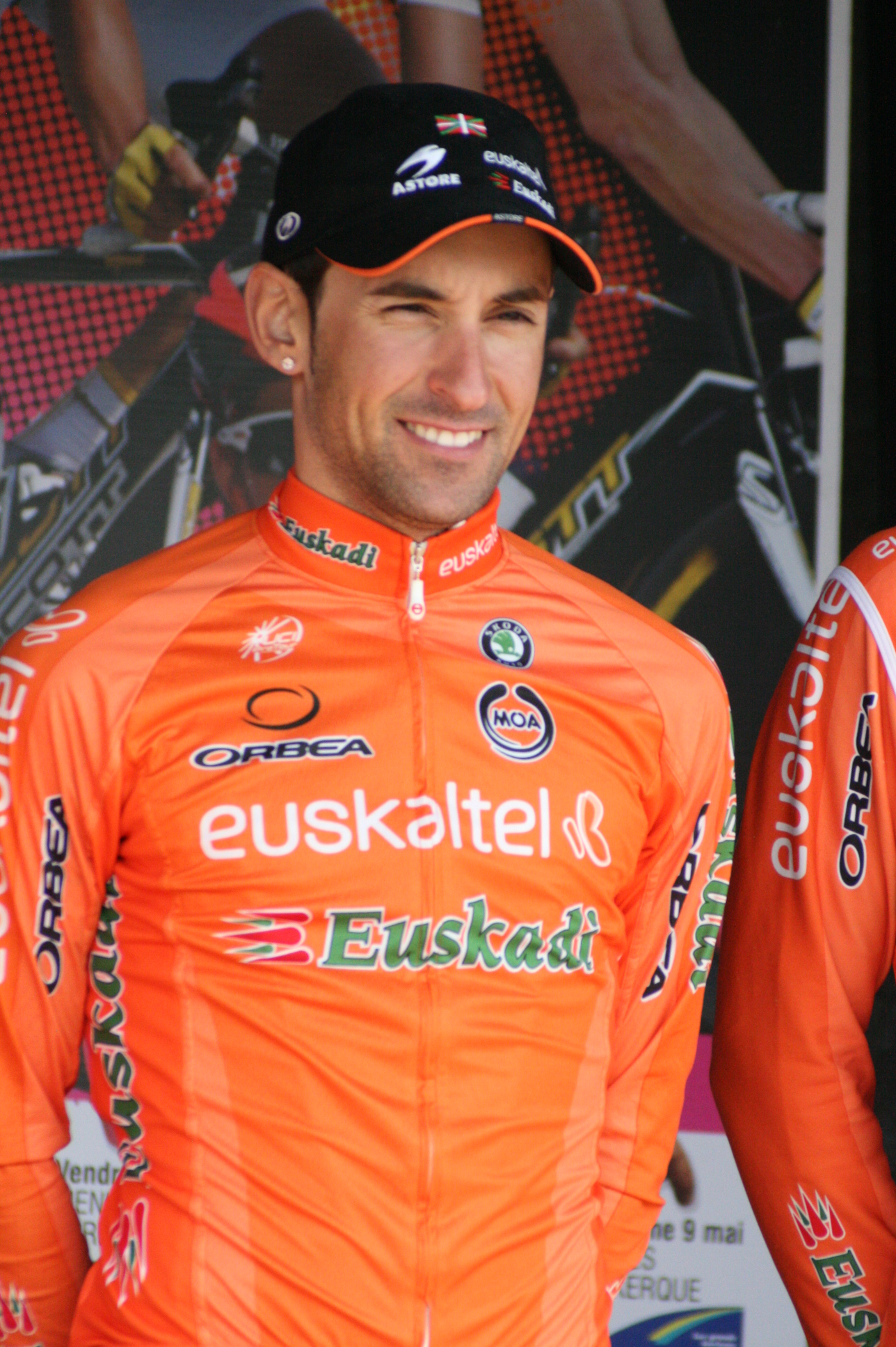
Daniel Sesma bei den Vier Tagen von Dünkirchen 2010

Daniel Sesma (* 18. Juni 1984) ist ein spanischer Radrennfahrer.
Daniel Sesma begann seine Karriere 2008 bei dem spanischen Continental Team Orbea-Oreka S.D.A. In seinem ersten Jahr dort gewann er mit seinen Teamkollegen das Auftakt-Mannschaftszeitfahren der Vuelta a Navarra in Pitillas und trug auf der nächsten Etappe das Führungstrikot. In der Gesamtwertung belegte er am Ende den sechsten Platz hinter dem Sieger Diego Alejandro Tamayo.
Ende der Saison 2011 beendete er seine Karriere als Berufsradfahrer.

## Erfolge
2008
- Mannschaftszeitfahren Vuelta a Navarra

## Teams
- 2008 Orbea-Oreka S.D.A.
- 2009 Orbea
- 2010 Euskaltel-Euskadi
- 2011 Euskaltel-Euskadi